# Travailleurs canadiens de l'automobile
Pour les articles homonymes, voir CAW.
Le syndicat de Travailleurs canadiens de l'automobile (en anglais, Canadian Auto Workers ou CAW) est un syndicat canadien issu d'une scission avec le syndicat américain des United Automobile Workers en 1985. Il représentait des travailleurs issus de divers milieux, mais surtout de l'industrie automobile et aérospatiale. Il regroupait 260 000 membres dans tout le Canada, dont 25 000 au Québec. Le syndicat compte plus de 70 000 femmes qui représentent 27 % de son effectif. 
Le 31 août 2013 il fusionne avec le Syndicat canadien des communications, de l’énergie et du papier (en) pour former Unifor.

## Dirigeants

### Présidence nationale
Élu président national par acclamation en 1992 et comptant de nombreuses années d'expérience à titre de leader, Buzz Hargrove n'oublie pourtant jamais ses origines d'ouvrier de chaîne d'assemblage chez Chrysler. Travailleur de l'automobile membre de la section locale 444 de Windsor, Buzz Hargrove occupe plusieurs fonctions électives au sein de sa section locale avant de joindre les rangs des représentantes et représentants du syndicat en 1975. Dès 1978, il devient l'adjoint du directeur Bob White. Négociateur d'expérience, il a une excellente compréhension des enjeux économiques, sociaux et politiques qui touchent les travailleuses et travailleurs et leurs familles, au nom de qui il n'hésite pas à s'impliquer. Il est actuellement vice-président du bureau exécutif du Congrès du travail du Canada (CTC)
Il quittera la présidence en septembre 2008

### Présidence québécoise
Choisi à l’unanimité au poste de directeur québécois en avril 2008, Jean Pierre Fortin est un militant syndical de longue date. 
Son parcours syndical remonte à son embauche à la « United Aircraft » en juin 1973. Dès le début de l’année 1974, il participe activement à la grève de la « United Aircraft », laquelle a duré plus de vingt mois. Par la suite, il gravit tous les échelons de notre syndicat. Élu délégué d’atelier en 1978, il est à l’origine d’une campagne de mobilisation, à la suite de la grève, qui lui coûtera son emploi en mars 1980. Dès son retour au travail, en juillet 1981, il reprend ses activités syndicales et accède au poste de président du comité syndical. Il est du nombre des membres fondateurs du Conseil québécois des TCA. À titre de membre du Bureau exécutif national, il prend part à d’importantes décisions, dont celle de quitter les TUA pour fonder, en 1985, les TCA-Canada.
En avril 1990, il joint les rangs des TCA en tant que représentant de service. Neuf ans plus tard, c’est au Service de recrutement qu’il s’affaire. Il devient directeur régional en juillet 2004 pour finalement accéder au poste de directeur québécois en avril 2008.

## Affiliation
Ce syndicat étais membre du Congrès du travail du Canada (CTC), de la Fédération internationale des organisations de travailleurs de la métallurgie et au Québec, de la Fédération des travailleurs du Québec. 